# Locht (Eksel)
Locht is een gehucht in de gemeente Hechtel-Eksel in de Belgische provincie Limburg. Het ligt ten zuidwesten van Eksel en ten noorden van Hechtel. Locht ligt aan de bovenloop van de Grote Nete en behoort vanouds tot Eksel.
Het dorp was en is een aparte gemeenschap, en kende vanouds een eigen schuttersgilde, het Lochter- of Heilig-Sacramentsgilde genaamd. Er is een eigen kapel, de Sint-Bernarduskapel, waar tot 1975 missen in werden opgedragen. Van 1924-1976 had Locht een eigen schooltje.

## Geschiedenis
Tijdens de Tachtigjarige Oorlog werd een schans aangelegd, de Lochterschans, waarvan in 1629 voor het eerst melding werd gemaakt. Mogelijk werd deze schans in 1624 aangelegd. Enig reliëf is nog wel te herkennen, maar het terrein werd verstoord door de aanleg van een vijftal vijvers en leidingen.
Op de Ferrariskaart uit de jaren 1770 is de plaats weergegeven als het gehucht De Logt, aan de steenweg van Hasselt naar 's-Hertogenbosch.
In augustus 1831, tijdens de Tiendaagse Veldtocht, staken de Hollanders een huis in brand en doodden een zieke knecht. In 1835 werden de heidegronden ten westen van Locht onteigend voor de aanleg van het Kamp van Beverlo. In 1852 werden landmeetkundige metingen verricht voor het opstellen van topografische kaarten, en twee ijzeren palen herinneren hier aan.
Op 28 september 1914 staken de oprukkende Duitsers, als vergeldingsmaatregel, 28 boerderijen in brand, waarbij 150 mensen al hun bezittingen verloren. Het gehucht werd snel weer opgebouwd.

## Verkeer en vervoer
Door Locht loopt de N715 van Hasselt naar Lommel en Eindhoven.